# Alboculus
Genre
Alboculus est un genre d'araignées aranéomorphes de la famille des Phrurolithidae.

## Distribution
Les espèces de ce genre sont endémiques de Chine.

## Liste des espèces
Selon World Spider Catalog (version 24.5, 13/09/2023) :
- Alboculus yanling Mu & Zhang, 2023
- Alboculus zhejiangensis (Song & Kim, 1991)

## Systématique et taxinomie
Ce genre a été décrit par Liu et Li en 2022 dans les Phrurolithidae.

## Publication originale
- Liu, Luo, Ying, Xiao, Xu & Xiao, 2020 : « A survey of Phrurolithidae spiders from Jinggang Mountain National Nature Reserve, Jiangxi Province, China. » ZooKeys, no 946, p. 1-37 (texte intégral).